# تایهیکی (مجموعه تلویزیونی تایگا)
تایهی‌کی (به ژاپنی: 太平記 Taiheiki)، یک مجموعه تلویزیونی تاریخی ژاپنی محصول ۱۹۹۱ و بیست و نهمین درام ان‌اچ‌کی مجموعه تلویزیونی تایگا است. این بر اساس رمان ۱۹۵۸ شیهون تایهی‌کی نوشته ایجی یوشیکاوا است. میانگین امتیاز بیننده ۲۶٫۰ درصد بود که به ۳۴٫۶ درصد رسید.

## طرح
این درام در پایان دوره کاماکورا و در اوایل دوره موروماچی به دوره نانبوکوچو می‌گذرد.
آشیکاگا تاکائوجی با امپراتور گودایگو همکاری کرد و شوگون‌سالاری کاماکورا را سرنگون کرد. امپراتور تجدید حیات کنمو را آغاز کرد، اما سامورایی‌ها بیشتر از قبل ناراضی هستند. آشیکاگا تاکائوجی به عنوان رهبر سامورایی‌ها نگران است که آیا یک شوگون سالاری جدید تأسیس کند یا خیر.

## Cast

### خاندان آشیکاگا
- هیرویوکی سانادا در نقش آشیکاگا تاکائوجی
- یاسوکو ساواگوچی در نقش آکاهاشی توکو (توشی), همسر تاکائوجی
- کن اوگاتا در نقش آشیکاگا سادائوجی، پدر تاکائوجی
- شیهو فوجیمورا در نقش اوئه‌سوکی کیوکو، مادر تاکائوجی
- ماسانوبو کاتاشیما در نقش آشیکاگا تادایوشی، برادر جوانتر تاکائوجی
- Kataoka Takatarō در نقش آشیکاگا یوشی‌آکیرا، وارث تاکائوجی
  - Yūsuke Morita در نقش سنجوئو (یوشی آکیرای نوجوان)
- Michitaka Tsutsui در نقش آشیکاکا تادافویو، پسر نامشروع تاکائوجی
  - Yūichirō Yamazaki در نقش Izayamaru (young Tadafuyu)
- دایچی یاسوئو در نقش Isshiki Umanosuke
- آکیرا اموتو در نقش کو نو مورونائو
- Kazunaga Tsuji در نقش Kō no Moroshige
- سانسی شیومی در نقش کو نو مورویاسو
- تورو آبه در نقش Kō no Morouji
- کوهیجی موریتسوگو در نقش Hosokawa Akiuji
- Akira Yamanouchi در نقش Kira Sadayoshi
- Don Kantarō در نقش Imagawa Norikuni

### خاندان هوجو(شوگون‌سالاری کاماکورا)
- تسوروتارو کاتااوکا در نقش هوجو تاکاتوکی، the 14th شیکن
- کیوشی کوداما در نقش هوجو ساداآکی، the 15th shikken
- هیروشی کاتسونو در نقش هوجو موریتوکی، the last shikken and Takauji's brother-in-law.
- فرانکیه ساکای در نقش ناگاساکی انکی
- Tokuma Nishioka در نقش Nagasaki Takasuke
- Tamaki Sawa در نقش کاکوکای نی
- Akane Oda در نقش آکیکو
- جونکیچی اوریموتو در نقش Shioya Muneharu
- چیکائو اوتسوکا در نقش Doisado no Zenshi
- Kunio Kaga در نقش Adachi Moriyasu

### دربار امپراتوری
- Kataoka Takao در نقش امپراتور گودایگو
- Daijirō Tsusumi در نقش شاهزاده موری‌یوشی
- میئکو هارادا در نقش آنو رنشی
- Terutake Tsuji در نقش امپراتور کوگون

### کوگیو/کوگه
- ماسااومی کوندو در نقش کیتاباتاکه چیکافوسا
- کومیکو گوتو در نقش کیتاباتاکه آکی‌ایه
- تاکاآکی انوکی در نقش Hino Toshimoto
- ماساهیرو موتوکی در نقش Chigusa Tadaaki
- Hōsei Komatsu در نقش ناوا ناگاتوشی
- هاتسونوری هاسه‌گاوا در نقش Saionji Kinmune
- Takashi Fujiki در نقش Bōmon Kiyotada
- نوریهیرو اینوئه در نقش Shijō Takasuke
- میتسورو میاموتو در نقش Nijō Michihira
- آکاجی مارو در نقش Monkan
- Baku Ōwada در نقش Madenokōji Fujifusa

### خاندان نیتا
- کنیچی هاگیوارا (episodes 1-7)[۱] → جینپاچی نزو در نقش نیتا یوشی‌سادا
- ماسومی میازاکی در نقش Kōtō no Naishi
- یوشیزومی ایشیهارا در نقش Wakiya Yoshisuke

### ولایت کاواچی
- تتسویا تاکدا در نقش کوسونوکی ماساشیگه
- Mariko Fuji در نقش هیساکو
- Hidekazu Akai در نقش Kusunoki Masasue
- Shigeyuki Nakamura در نقش کوسونوکی ماساتسورا
  - Seidai Katō در نقش ماساتسورای جوان

### گروه تئاتر هانایاشا
- کاناکو هیگوچی در نقش هانایاشا/اوتسوگی، خواهر جوانتر کوسونوکی ماساشیگه
- توشیرو یاناگیبا در نقش ایشی
  - ریو تاکایامای در نقش ایشی جوان
- ریه میازاوا در نقش مادر فوجییاشا ایزایامارو
  - چیکاکو اوبا در نقش فوجییاشای نوجوان
- هیده کی نیشیئوکا در نقش Kanze Kiyotsugu

### دیگران
- تاکانوری جینای در نقش ساساکی تاکائوجی
- تتسو واتانابه در نقش آکیماتسو نوریمارو
- اتسوشی تاکاهاشی در نقش Momonoi Tadatsune
- اتسوشی تویوکاوا
- تاکاکو توکیوا
- Strong Kobayashi در نقش Big Man